# Lita Grey
Lita Grey, pseudonimo di Lillita Louise MacMurray (Hollywood, 15 aprile 1908 – Los Angeles, 29 dicembre 1995), è stata un'attrice statunitense nell'epoca del film muto. Il suo nome è rimasto nella storia della cinematografia, più che per il suo talento artistico, per essere stata la seconda moglie di Charlie Chaplin e la madre di due dei suoi figli: Charles Jr. e Sydney Earle.

## Biografia
Discendente da una famiglia di origini spagnole, Lillita fece la conoscenza di Chaplin da bambina, quando lo incontrò in un ristorante e le venne presentato dalla madre Lillian, aspirante attrice. Quando Lita era un'adolescente dodicenne, l'intraprendente genitrice ne sollecitò l'audizione per il casting de Il monello (1921), per cui erano richiesti ragazzi e ragazze. Chaplin rimase favorevolmente colpito dalla personalità della bambina già matura, scritturandola con un contratto annuale e affidandole il ruolo dell'angioletto tentatore nella scena del sogno del vagabondo. Per quel contratto, Lillita apparve anche in Charlot e la maschera di ferro (1921) insieme con la madre, entrambe nel ruolo di addette alla cura della moglie del protagonista, interpretata da Edna Purviance.
Qualche anno più tardi, nel 1924, la sedicenne Lillita si presentò in compagnia dell'amica Merna Kennedy agli studios per le audizioni del cast del nuovo film di Chaplin, La febbre dell'oro, per cui si cercava la protagonista femminile da avvicendare a Edna Purviance, ormai avviata al tramonto professionale. Lillita riuscì a farsi notare da Chaplin, che ne subì il fascino e le affidò il ruolo da protagonista, creandole anche il nome d'arte di Lita Grey. Nei mesi successivi, durante la fase di lavorazione del film, la relazione tra i due si approfondì, e Lita scoprì di essere in attesa di un figlio. Nonostante la fallimentare esperienza del precedente matrimonio con la giovane Mildred Harris, Chaplin, all'epoca trentacinquenne, nel 1924 sposò Lita per evitare un nuovo scandalo, nonché placare le minacciose prese di posizione della famiglia di lei. Il matrimonio fu celebrato più o meno segretamente in una località del Messico, e rappresentò per Chaplin una nuova e drammatica disavventura sentimentale e, più tardi, anche economica. A causa della gravidanza, Lita dovette rinunciare al film.
Nonostante la nascita di Charles Jr. (1925) e di Sydney (1926), nell'unione di Lita e Charlie furono pochi i momenti felici, e già sul finire del 1926 Lita presentò istanza di divorzio con la richiesta del sequestro dei beni del celebre marito, costringendolo a riparare in un luogo segreto e sicuro con i negativi del film all'epoca in lavorazione, Il circo. Il divorzio divenne definitivo nel 1928 dopo penosi dibattimenti con divulgazione pubblica di particolari intimi della coppia, tendenti a screditare l'immagine di Chaplin. A Lita sarà riconosciuto un favoloso risarcimento di quasi $1.000.000. Lo scandalo, l'esborso finanziario, le difficoltà e la sfortunata lavorazione in corso de Il circo provocheranno a Chaplin un collasso nervoso ed un precoce incanutimento.
La carriera artistica di Lita proseguì con modeste apparizioni nel musical e vaudeville, nelle quali si esibì come Lita Grey Chaplin. Stabilitasi dal 1929 in Europa per alcuni anni, si ritirò dalle scene dopo la discussa partecipazione al film The Devil's Sleep (1949). Il suo nome e la sua personalità ispirarono in parte Vladimir Nabokov per il suo romanzo Lolita (1955). In seguito contrasse altri tre matrimoni, e nel 1965 diede alle stampe la propria autobiografia. La sua ultima apparizione televisiva risale al 1982 nell'intervista rilasciata a Kevin Brownlow e David Gill per il loro documentario-tributo Chaplin sconosciuto, nella quale rievocò i suoi tristi giorni quale moglie del gigante della cinematografia. Nel dicembre del 1995 un cancro concluse l'esistenza di Lita Grey Chaplin, ad 87 anni. Riposa presso il Pierce Brothers Valhalla Memorial Park, a Hollywood.

## Filmografia
- Il monello (The Kid) (1921)
- Charlot e la maschera di ferro (The Idle Class) (1921)
- Mr. Broadway (1933)
- Seasoned Greetings (1933)
- The Devil's Sleep (1949)
- Chaplin sconosciuto (Unknown Chaplin) (1983)